# Rick Beato
Richard Beato, född 24 april 1962, är en amerikansk musiker, låtskrivare, ljudtekniker och skivproducent. På senare år har Beato även blivit framgångsrik som YouTube-personlighet, musikproffs och pedagog. Han har skrivit låtar och producerat musik för en mängd olika musikartister, inklusive Needtobreathe, Parmalee och Shinedown.

## Biografi
Beato föddes i en stor familj från Rochester, New York. Han studerade vid Ithaca College och tog en kandidatexamen i musik. Han tog en magisterexamen i jazzstudier vid New England Conservatory of Music 1987.

## Karriär
Beato har arbetat både inom akademin och musikindustrin. Han har varit studiomusiker, universitetslärare, låtskrivare, studiotekniker, mixare och skivproducent. Han har föreläst vid flera universitet, inklusive University of Alabama och Berklee School of Music.
Beato äger Black Dog Sound Studios i Atlanta, Georgia, och började spela in där 1995. Han startade också skivbolaget 10 Star Records, som han drev med affärspartnern Johnny Diamond.
Låten "Carolina", som han skrev tillsammans med Parmalee 2013 nådde förstaplatsen på Billboards Land Airplay-lista den 20 december 2013, och har uppnått en miljon sålda exemplar.
Beato började sin YouTube-karriär 2015 efter att ha lagt upp en video av sin äldsta son, Dylan, som kan identifiera enskilda toner inom komplexa ackord efter endast en lyssning. Videon av hans sons absoluta gehör fick 3 miljoner visningar, vilket fick Beato att bestämma sig för att satsa på en fullvärdig YouTube-kanal. Den 27 augusti 2019 fick Beato Golden Play-knappen från YouTube, då han uppnådde 1 miljon prenumeranter. I augusti 2021 hade hans kanal 2,5 miljon prenumeranter. Beato har bland annat intervjuat musiker liksom låtskrivare som Björn Ulvaeus, Yngwie Malmsteen, Niclas Molinder, Billy Corgan, Kirk Hammett, Brian May och Sting.
Beato dekonstruerade låten Never Gonna Let You Go i en video från juni 2021 på sin YouTube-kanal och sammanfattade sin 20-minutersanalys genom att förklara den som "den mest komplicerade hitlåten genom tiderna", detta på grund av de komplexa ackordgångarna och flera tonartsbyten.